# Mae Madison
Pour les articles homonymes, voir Madison.
Mae Madison, née Mariska Medgyesi le 17 septembre 1915 à Los Angeles  et décédée le 1er novembre 2004 dans la même ville, est une actrice américaine.

## Biographie
Mae Madison est née à Los Angeles en 1915 de parents hongrois, son père a émigré en 1910. 
Elle signe son premier contrat avec la Fox en 1930. 
Elle a été mariée avec le réalisateur William C. McGann (1933-1933) puis avec Aristide D'Angelo (1935-1960) avec qui elle aura 3 enfants. Elle meurt le 1er novembre 2004 à l'âge de 89 ans.

## Filmographie partielle
- 1929 : La Vie en rose de David Butler
- 1931 : Le Génie fou de Michael Curtiz : Olga Chekova
- 1931 : Chances d'Allan Dwan
- 1932 : La Grande Panique de Tenny Wright : Ginger Malloy
- 1932 : Mon grand de William A. Wellman : Julie Hempel
- 1932 : The Mouthpiece de James Flood et Elliott Nugent : Elaine
- 1932 : Miss Pinkerton de Lloyd Bacon
- 1933 : Chercheuses d'or de 1933 de Mervyn LeRoy
- 1934 : La Soirée de Miss Stanhope (Coming Out Party) de John G. Blystone : rôle non crédité
- 1935 : Folies-Bergère de Marcel Achard et Roy Del Ruth
- 1935 : Imprudente Jeunesse de Victor Fleming